# Кейль, Альфредо
Альфре́ду Кейл (порт. Alfredo Keil; Альфре́до Кейль (нем. Alfredo Keil; 3 июля 1850, Лиссабон — 4 октября 1907, Гамбург) — португальский поэт, композитор, художник, коллекционер немецкого происхождения, автор мелодии государственного гимна Португалии.

## Биография
Родители — выходцы из Германии. В Германии он и получил образование, учился в Нюрнберге в художественной академии Каульбаха. В 1870 году вернулся в Португалию.

## Творчество
Автор симфонической и танцевальной музыки, фортепианных и вокальных сочинений, нескольких опер (Дона Бранка, 1888, по одноимённой поэме Алмейды Гаррета, и др.), принадлежащих к португальской музыкальной классике. Ему принадлежат около 2000 картин, в основном пейзажей.

## Признание и наследие
Большая экспозиция полотен Кейля была представлена в Королевской академии изящных искусств Португалии в 1910. Один из парков Лиссабона, неподалёку от проспекта Свободы, назван именем Альфредо Кейля. Здесь ему поставлен памятник.